# Ángel Altolaguirre y Duvale
Ángel de Altolaguirre y Duvale (n. Sevilla, 1857 – † 2 de maig de 1939) va ser un militar, historiador i escriptor espanyol, membre de la Reial Acadèmia de la Història.

## Biografia
Era alumne de jurisprudència fins al 1873, quan el govern de la Primera República Espanyola va instaurar el servei militar obligatori. Aleshores ingressa a l'exèrcit, formant part del Cos d'Administració. En 1884 va obtenir un premi per una biografia del Marquès de Santa Cruz i va argumentar que l'arriba de Cristòfor Colom a Portugal va ser en 1470 i no en 1476.
El 1905 va ingressar a la Reial Acadèmia de la Història, Cesáreo Fernández Duro va ser l'encarregat de donar el discurs de rebuda. Els seus treballs s'enquadren dins de l'americanisme andalús, entre ells es destaquen diversos estudis sobre Cristòfor Colom, Pedro de Alvarado i Hernán Cortés. El seu treball més reconegut és un estudi sobre Vasco Núñez de Balboa. També es va publicar postmortem una obra titulada Descubrimiento y Conquista de México, el 1954.

## Obres
- Ángel de Altolaguirre y Duvale. Relaciones geográficas de la gobernacion de Venezuela (1767-1768), 1909.
- Ángel de Altolaguirre y Duvale. Vasco Núñez de Balboa, 1914.
- Ángel de Altolaguirre y Duvale. Colección de las memorias o relaciones que escribieron los Virreyes del Perú acerca del estado en que dejaban las cosas generales del reino. Tomo II, 1930.